# 7300 Йосісада
7300 Йосісада (7300 Yoshisada) — астероїд головного поясу, відкритий 26 грудня 1992 року.
Тіссеранів параметр щодо Юпітера — 3,308.
Названо на честь астронома-аматора Йосісади (яп. よしさだ(義定) йосісада).